# Ральф Банбері
Ральф Банбері (помер 15 серпня 1808 року) — лейтенант 95-го стрілецького полку, відомий тим, що став першим офіцером британської армії, який загинув у Піренейській війні.
Банбері був убитий в Обідуші, Португалія.